# Union nationale des associations autonomes de parents d'élèves
L’Union nationale des associations autonomes de parents d'élèves, ou UNAAPE, est une association loi de 1901 française reconnue d'utilité publique. L'UNAAPE est, avec la Fédération des conseils de parents d'élèves (FCPE) et la Fédération des parents d’élèves de l’enseignement public (PEEP), l'une des trois principales associations de parents d'élèves des écoles publiques de France .

## Historique
En France, en pleine crise de Mai 68, un certain nombre de parents, soucieux de l’avenir du système éducatif, réagissent devant la désorganisation des établissements scolaires et refusent la politisation  des deux principales fédérations de parents qui existaient alors (la PEEP et la FCPE). Des associations de parents d’élèves indépendantes furent ainsi fondées spontanément dans de multiples points en France, puis se regroupèrent, créant en juillet 1968, l’Union nationale des associations autonomes de parents d'élèves. L'Union de ces associations permet de remonter vers le haut les demandes venant directement des associations locales. C'est ainsi que l'UNAAPE a fait plusieurs propositions  lors des débats sur la refondation de l'école publique menés au second semestre 2012 par le ministère de l'éducation.

## Exemple d'actions
L'UNAAPE siège à de nombreuses instances aussi bien nationales que régionales ou départementales. Par exemple, en 2013, l'UNAAPE a été auditée par la rapporteure du projet de loi de finance pour 2014 sur l'Enseignement Scolaire  rédigé par Julie Sommaruga, Députée et membre de la commission des Affaires Culturelles.
En local, au niveau communal, au travers de ses nombreuses associations adhérentes, elle est à l'origine ou a participé à de nombreux mouvements de revendications (manifestations de rue, appels, occupations d'écoles, etc.) et propose des services à ses adhérents par des bourses aux livres et aux fournitures scolaires ou encore des assurances scolaires.
- L'UNAAPE a participé localement à de nombreux débats concernant la mise en place des nouveaux rythmes scolaires en 2012 et 2013 en faisant des propositions visant à ce que les choix faits profitent aux enfants. Ainsi à Saint-Gratien (Val-d'Oise) l'UNAAPE a montré son inquiétude [6] à ce que les Nouvelles Activités Périscolaires (NAP) aient lieu en fin d'après-midi plutôt qu'après le repas conduisant au risque de discriminer les enfants défavorisés qui rentrent chez eux par eux-mêmes.
- L'UNAAPE organise des bourses aux fournitures scolaires et aux livres, à prix réduit grâce à des achats groupés comme en Alsace où ces ventes [7] ont doublé entre 2009 et 2013 du fait de la crise.
- L'UNAAPE propose comme service une assurance particulièrement étudiée pour le milieu scolaire [8] en collaboration avec AXA Assurances.

#### Cadre d'intervention de l'UNAAPE
- Associations de parents d'élèves
- Conseils d'école
- Conseils d'administration
- Conseils de classe

#### Autres fédérations de parents
- FCPE (Fédération des conseils de parents d'élèves)
- Fédération des parents d'élèves de l'enseignement public (PEEP)
- Apel (Association des parents d'élèves de l'enseignement libre)